# Casa Vilaseca (Calonge)
Casa Vilaseca és un edifici protegit com a bé cultural d'interès local del municipi de Calonge (Baix Empordà).

## Descripció
Gran casal de mitjans del segle xix situat a la cantonada del carrer de la Rutlla amb el d'Enric L. Roura. L'edifici és de tres plantes i coberta a dues aigües amb pendent vers la façana i el darrere.
L'equilibrada composició del frontis consta d'un portal d'arc carpanell, un primer pis amb tres balcons de ferro forjat i l'última planta amb finestres. Al costat esquerre hi ha una porxada d'arcs de mig punt sostinguts per columnes i al capdamunt una terrassa.
El jardí es troba al nivell del primer pis. El parament arrebossat i pintat de blanc, deixa veure els carreus ben escairats dels angles i els marcs de les obertures. La llinda de la porta té gravada la data de 1845 i a la barana del balcó central llegim la de 1849.